# Dendrocalamus
A Dendrocalamus az egyszikűek (Liliopsida) osztályának perjevirágúak (Poales) rendjébe, ezen belül a perjefélék (Poaceae) családjába tartozó nemzetség.

## Rendszerezés
A nemzetségbe az alábbi 53 faj tartozik:
- Dendrocalamus asper (Schult.) Backer
- Dendrocalamus bambusoides Hsueh f. & D.Z.Li
- Dendrocalamus barbatus Hsueh & D.Z.Li
- Dendrocalamus bengkalisensis Widjaja
- Dendrocalamus birmanicus A.Camus
- Dendrocalamus brandisii (Munro) Kurz
- Dendrocalamus buar Widjaja
- Dendrocalamus calostachyus (Kurz) Kurz
- Dendrocalamus cinctus R.B.Majumdar ex Soderstr. & R.P.Ellis
- Dendrocalamus collettianus Gamble
- Dendrocalamus detinens (R.Parker) H.B.Naithani & Bennet
- Dendrocalamus dumosus (Ridl.) Holttum
- Dendrocalamus elegans (Ridl.) Holttum
- Dendrocalamus farinosus (Keng & Keng f.) L.C.Chia & H.L.Fung
- Dendrocalamus fugongensis Hsueh & D.Z.Li
- óriásbambusz (Dendrocalamus giganteus) Munro
- Dendrocalamus hait Widjaja
- Dendrocalamus hamiltonii Nees & Arn. ex Munro
- Dendrocalamus hirtellus Ridl.
- Dendrocalamus hookeri Munro
- Dendrocalamus jianshuiensis Hsueh & D.Z.Li
- Dendrocalamus khoonmengii Sungkaew, Teerawat. & Hodk.
- Dendrocalamus latiflorus Munro
- Dendrocalamus latifolius K.Schum. & Lauterb.
- Dendrocalamus liboensis Hsueh & D.Z.Li
- Dendrocalamus longispathus (Kurz) Kurz
- Dendrocalamus macroculmis (Rivière) J.Houz.
- Dendrocalamus membranaceus Munro
- Dendrocalamus merrillianus (Elmer) Elmer
- Dendrocalamus messeri Blatt.
- Dendrocalamus minor (McClure) L.C.Chia & H.L.Fung
- Dendrocalamus nudus Pilg.
- Dendrocalamus pachystachys J.R. Xue & D.Z. Li
- Dendrocalamus pachystachyus Hsueh & D.Z.Li
- Dendrocalamus parishii Munro
- Dendrocalamus peculiaris Hsueh & D.Z.Li
- Dendrocalamus pendulus Ridl.
- Dendrocalamus poilanei A.Camus
- Dendrocalamus pulverulentus L.C.Chia & P.P.H.But
- Dendrocalamus sahnii H.B.Naithani Bahadur
- Dendrocalamus semiscandens Hsueh & D.Z.Li
- Dendrocalamus sericeus Munro
- Dendrocalamus sikkimensis Gamble ex Oliv.
- Dendrocalamus sinicus L.C.Chia & J.L.Sun
- Dendrocalamus sinuatus (Gamble) Holttum
- Dendrocalamus somdevae H.B.Naithani
- Dendrocalamus strictus (Roxb.) Nees - típusfaj
- Dendrocalamus suberosus (W.T.Lin & Z.M.Wu) N.H.Xia
- Dendrocalamus tibeticus Hsueh & T.P.Yi
- Dendrocalamus tomentosus Hsueh & D.Z.Li
- Dendrocalamus triamus (W.T.Lin & Z.M.Wu) N.H.Xia
- Dendrocalamus tsiangii (McClure) L.C.Chia & H.L.Fung
- Dendrocalamus yunnanicus Hsueh & D.Z.Li